# Álvaro Valera Muñoz-Vargas
Álvaro Valera Muñoz-Vargas (nascido em 16 de outubro de 1986) é um jogador paralímpico espanhol de tênis de mesa.

## Carreira
Álvaro jogou tênis de mesa nos Jogos Paralímpicos de 2000, 2004 e 2012, tendo conquistado a medalha de ouro em Sydney, em 2000, a única medalha de ouro do tênis de mesa da história paralímpica espanhola. Em 2008, terminou a competição de simples da classe 7 em terceiro lugar.
Em Londres 2012, ficou em segundo lugar nas competições de simples da classe 6 e das duplas, na classe 6–8.

## Reconhecimentos
Em 2013, foi agraciado com a medalha de prata da Real Ordem ao Mérito Esportivo.